# Orgyia dilutior
Orgyia dilutior är en fjärilsart som beskrevs av Schultze. Orgyia dilutior ingår i släktet fjädertofsspinnare, och familjen tofsspinnare. Inga underarter finns listade i Catalogue of Life.